# 安第列斯彩龜
安第列斯彩龜（學名：Trachemys stejnegeri）是彩龜屬下的一種龜。發現於波多黎各、英那加、 多米尼加共和國和海地。